# Bree Turner
Bree Turner (Palo Alto, Californië, 10 maart 1977) is een Amerikaanse actrice.
Na haar opleiding op Monte Vista High School in Californië, ging ze naar Kings College in Londen. In 1996 deed ze mee in een commercial om genitale herpes onder de aandacht te brengen, waar ze als mormoon veel kritiek op kreeg.

## Filmografie
Bree Turner speelde onder andere in de volgende films en televisieseries, meestal als danseres:
- 2001, American Pie 2
- 2001, The Wedding Planner
- 2004, Bring It On Again
- 2005, Masters of Horror seizoen 1, aflevering 1: Incident on and Off a Mountain Road
- 2006, Just My Luck
- 2009, The Ugly Truth
- 2012-2017, Grimm
- 2012-, Jewtopia
- 2012, The Mentalist